# Gamma-aminoboterzuur

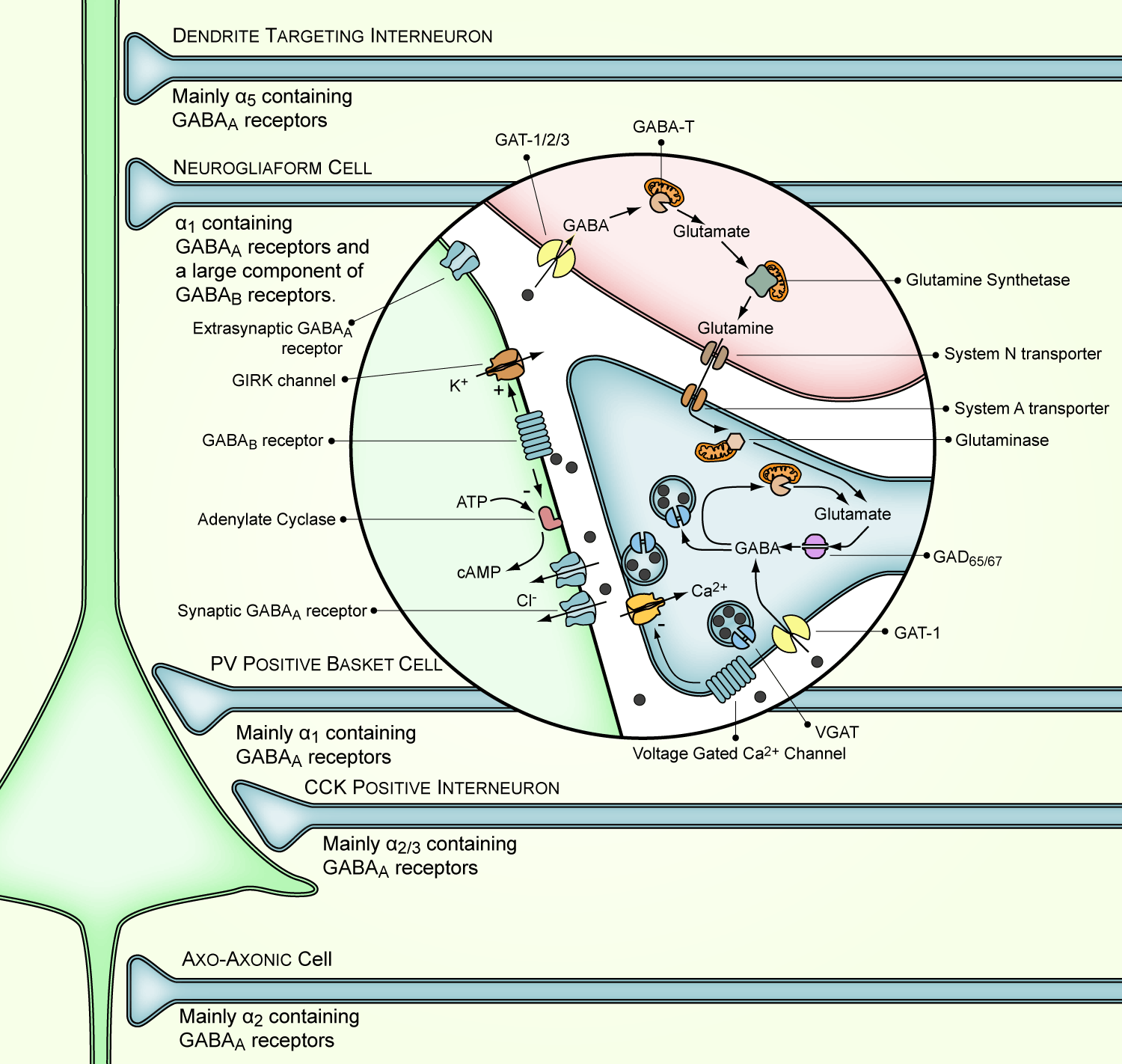
Productie, vrijgifte, werking en afbraak van GABA op een stereotype GABA producerende synaps

Gamma-aminoboterzuur, meestal afgekort tot GABA, en volgens de IUPAC-naamgeving: 4-aminobutaanzuur, is een γ-aminozuur dat in het menselijke lichaam als neurotransmitter fungeert. In zuivere toestand is het een wit kristallijn poeder dat goed oplosbaar is in water. Het is een niet-proteïnogeen aminozuur, wat betekent dat het niet voor de opbouw van eiwitten wordt gebruikt. De aminogroep bevindt zich namelijk in de γ-positie ten opzichte van de carboxygroep.

## Biosynthese
Gamma-aminoboterzuur wordt in het lichaam door decarboxylering onder invloed van het enzym glutamaatdecarboxylase (GAD) uit glutaminezuur gevormd. Glutaminezuur is een voor de mens niet-essentieel aminozuur.

## Biologische rol
Gamma-aminoboterzuur is de belangrijkste inhiberende, de werking van andere zenuwcellen remmende neurotransmitter, in de hersenen. Gamma-aminoboterzuur komt veel in de hersenen voor: in ongeveer 30 procent van de synaptische transmissies. 
De hoogste concentratie gamma-aminoboterzuur bevindt zich in het nigrostriatale circuit, dat vooral bij de regulatie van de motoriek is betrokken. Het loopt van de middenhersenen in de substantia nigra, specifiek vanuit de pars compacta, naar het dorsale deel van het striatum naar de frontale hersengebieden.
De grijze stof van het centrale zenuwstelsel bevat ook hoge concentraties van het zuur. Elders in het lichaam komt het maar in zeer lage concentraties voor. De grijze stof heeft als functie het verwerken van informatie.
De effectiviteit van gamma-aminoboterzuur kan verminderen door een tekort aan vitamine B1 of tijdens het ontwennen van een alcoholverslaving. Dit kan zich uiten in angst, geïrriteerdheid, slapeloosheid of epileptische insulten.
Stoffen die de remmende werking van gamma-aminoboterzuur versterken, GABA-agonisten, kunnen als geneesmiddel tegen epilepsie en angst worden gebruikt. Het tegenovergestelde van een GABA-agonist is een GABA-antagonist. Benzodiazepinen, baclofen, alcohol en barbituraten zijn voorbeelden van GABA-agonisten, dus veroorzaken een demping van de activiteit van het centrale zenuwstelsel: slaperigheid, verslechterde coördinatie, afgenomen aandacht en vergeetachtigheid. Ethanol beïnvloedt de GABA-neurotransmissie. De meeste gedragseffecten van alcohol worden veroorzaakt door effecten op de gamma-aminoboterzuur-type A-receptor. Alcohol versterkt de werking van benzodiazepines, baclofen en barbituraten.
Een neurotransmitter grijpt aan op receptoren. Voor gamma-aminoboterzuur zijn dat de volgende (sub)typen:
- GABAA-receptoren, onder te verdelen in de subtypes GABAA1 tot en met GABAA6
- GABAB-receptoren, onder te verdelen in de subtypes GABAB1 en GABAB2
- GABAC-receptoren, ook wel GABAA0r- receptor genaamd

acetylcholine (ACh) · adrenaline · anandamide · aspartaat (Asp) · β-lipoproteïne · bombesine · cholecystokinine (CCK) · corticotropine (ACTH) · dopamine (DA) · dynorfine · endorfine · enkefaline · γ-aminoboterzuur (GABA) · glutamaat (Glu) · glycine (Gly) · histamine · leumorfine · motiline · neurofysine I · neurofysine II · neurokinine A · neurokinine B · neuropeptide A · neuropeptide γ · neuropeptide Y · noradrenaline · peptide YY · serotonine (5-HT) · stikstofoxide (NO) · substantie P